# Doom Trooper
Doom Trooper és un joc de cartes col·leccionable dissenyat per Bryan Winter. Es basa en els conceptes de la franquícia Mutant Chronicles. Els jugadors usen certs guerrers per atacar i guanyar tant Punts de Promoció com Punts de Destí. Els Punts de Promoció es pot utilitzar per guanyar; Els Punts de Destí s'utilitzen per comprar més guerrers i equipament. Hi ha 13 de tipus de cartes diferents i més de 1100 cartes diferents.

## Expansions
- Basic Set en edició limitada, il·limitada, i il·limitada i revisada.
- Inquisition
- Warzone
- Mortificator
- Golgotha
- Apocalypse
- Paradise Lost